# Bloomy
Bloomy是於2016年由DS Entertainment策劃的韓國女子音樂組合；團名取為「Bloomy」，是來自Bloomy的英文字義為青春綻放的美麗與活力。2017年3月，團體解散。
而後，2018年11月19日團員GeonYoung以藝名E.DA發行solo專輯，在2019年4月28日團員GeonYoung、JiYun組成雙人組合E-ruda。

## 成員列表
| 現任成員              | 現任成員 | 現任成員                        | 現任成員           | 現任成員               |
| 姓名                  | 姓名     | 出生日期（年齡）及地點          | 隊內職務           | 備註                   |
| 名稱 (本名英譯)       | 韓文     | 出生日期（年齡）及地點          | 隊內職務           | 備註                   |
| --------------------- | -------- | ------------------------------- | ------------------ | ---------------------- |
| Geon-Young            | 건영     | 1994年11月12日 · 濟州特別自治道 | 隊長、主唱         |                        |
| 馬徐妍 Seo-Yeon       | 서연     | 1996年11月13日 · 慶尚南道昌原市 | 主rapper、副唱     |                        |
| Ji-Yun                | 지윤     | 1996年12月27日 · 首爾特別市     | 主領舞、副唱、忙內 |                        |
| 離隊成員              |          |                                 |                    |                        |
| 楊璉智 (Yang Yeon-Ji) | 양연지   | 1996年1月3日 · 京畿道水原市     | 副唱               | 2017年參加《偶像學校》 |

## 音樂作品

### 單曲
| 單曲 | 單曲資料                                                     | 曲目                                                                   |
| 1st  | 首張單曲《Blooming Day》 - 發行日：2016年2月1日 - 語言：韓語 | 曲目 1. 너 때문이야 2. 흥칫뿡 3. 너 때문이야 (Inst.) 4. 흥칫뿡 (Inst.) |

## 影視作品
| 年份   | 日期    | 歌名                                  | 備註     |
| 2016年 | 2月1日  | 《너 때문이야（页面存档备份，存于）》 | 官方MV版 |
| 2016年 | 2月11日 | 《흥칫뿡（页面存档备份，存于）》      | 舞蹈影片 |
| 2016年 | 2月22日 | 《너 때문이야（页面存档备份，存于）》 | 練習室版 |
| 2016年 | 2月22日 | 《흥칫뿡（页面存档备份，存于）》      | 練習室版 |

## 外部連結
- 官方Facebook（页面存档备份，存于）
- Bloomy的X（前Twitter）
- Bloomy的Instagram帳戶
- 官方cafe（页面存档备份，存于）
- 官方youtube（页面存档备份，存于）
- 官方celebtide（页面存档备份，存于）
- 官方Naver TV
- 官方微博（页面存档备份，存于）
- 楊璉智的Instagram帳戶
- 馬徐妍的Instagram帳戶